# Osiedle Gwarków (Polkowice)
Osiedle Gwarków – wielorodzinne osiedle mieszkaniowe o luźnej, meandrowej zabudowie, zlokalizowane w północnej części Polkowic.

## Historia i architektura
Osiedle powstało w większości w latach 70. i 80. XX wieku (zarówno bloki mieszkaniowe, jak i obiekty towarzyszące). Na jednostkę składają się cztery wieloklatkowe budynki wielorodzinne usytuowane w ten sposób, by tworzyły osobne wnętrza urbanistyczne. W centralnej części osiedla usytuowano zabudowę usługową i edukacyjną. W latach 1992–1996 zagospodarowano zieleń osiedlową i wprowadzono elementy małej architektury, jak również wymieniono infrastrukturę podziemną. Od 1991 do 1994 budowano Zespół Szkół przy ul. Skalników, potem nazwany im. Narodów Zjednoczonej Europy. W latach 1993–1998 wzniesiono kościół Matki Bożej Królowej Polski. W 1998 wyremontowano skwer przy ul. Kominka. W 2003 powstało Polkowickie Centrum Animacji (na bazie ośrodka kultury). Na osiedlu działa też Uczelnia Jana Wyżykowskiego założona w 2002. W 2008 zmodernizowano obiekty szkolne, a w latach 2010-2011 zrealizowano nowe parkingi.